# جورج النشيري
جورج النشيري هو رئيس الأساقفة (الأب والرئيس) لكنيسة السريان الملبار الكاثوليك وهو أيضًا كاردينال للكنيسة الكاثوليكية. لقب رئيس الأساقفة يعادل في الأساس لقب البطريرك. انتخبه المجمع المقدس لكنيسة سيرو ملبار عام 2011 خلفًا لفاركي فيثاياتيل (1999-2011). رسمه البابا بنديكتوس السادس عشر كاردينالًا في 18 فبراير 2012. كان أول أسقف لتوكالاي من 1997 إلى 2011 قبل تنصيبه كرئيس أساقفة. وهو أيضًا الرئيس الحالي لمجلس الأساقفة الكاثوليك في ولاية كيرالا، وهذا المجلس يضم اساقفة الكاثوليك اللاتين وأساقفة كنيسة السريان الملبار الكاثوليك في ولاية كيرالا بالهند، ورئيس مجلس العلاقات بين الكنائس في ولاية كيرالا.

## النشأة
ولد النشيري في 19 أبريل 1945 وهو الطفل السادس لفيليبوس وماري النشيري في ثروثي في أبرشية شانجاناسيري للسريان الملبار الكاثوليك. جيفارجيس هو اسمه بالمعمودية. تلقى النشيري تعليمه الابتدائي في مدرسة القديسة مريم ثوروثي، وتعليمه الثانوي في مدرسة القديس برشمان للتعليم الثانوي. بدأ أعداده للكهنوت في عام 1961 في مدرسة الأبرشية الثانوية في باريل، تشانغاناسيري. بينما كان يتابع دراسته في المدرسة الثانوية، حصل على بكالوريوس في الاقتصاد من المرتبة الثانية من كلية القديس برشمان تشانغاناسيري. بعد الدراسة الثانوية، أُرسل إلى مدرسة القديس يوسف اللاهوتية (ألوفا)، حيث أكمل دراساته الفلسفية واللاهوتية.
في 18 ديسمبر 1972، رسمه أنطوني باديارا، رئيس أساقفة تشانغاناسيري آنذاك، كاهنًا في كنيسة القديسة مريم ثوروثي لأبرشية تشانغاناسيري. واصل لاحقًا دراسته العليا في المعهد البابوي للاهوت والفلسفة حيث حصل على درجة الماجستير بالمرتبة الأولى. بينما كان النشيري يتابع دراساته العليا في ألوفا، عمل أيضًا كنائب للكنيسة في بيريارموغام التابعة لأبرشية أرناكوالم انجامالي للسريان الملبار الكاثوليك. بعد الانتهاء من دراسته في ألوفا، تم تعيين النشيري نائبًا مساعدًا في كاتدرائية تشانغاناسيري ومديرًا لقسم تشكيل الإيمان. بعد ذلك خدم لمدة ثلاث سنوات كسكرتير للجنة التعليم المسيحي التابعة لمجلس الأساقفة الكاثوليك في ولاية كيرالا. تم إرساله إلى باريس للدراسات العليا. وهناك تابع دراسته في جامعة السوربون في فرنسا والمعهد الكاثوليكي حيث حصل على الدكتوراه في اللاهوت الكتابي. عند عودته إلى الهند في عام 1986، تم تعيين النشيري مديرًا للمركز الشرقي الرعوي في بالاريفاتوم ونائب سكرتير مجلس الأساقفة الكاثوليك في ولاية كيرالا حتى عام 1993. في الوقت نفسه، عمل أيضًا كأستاذ في مدرسة القديس توما الرسولية اللاهوتية (فادافاثور). واصل التدريس في فادافاثور حتى عام 1997. من عام 1994 إلى عام 1996 كان نائب الأسقف لأبرشية تشانغاناسيري.

## خدمته

### أسقف ثوكالاي
أنشا البابا يوحنا بولس الثاني أبرشية ثوكالاي من قبل المرسوم البابوي في 11 نوفمبر 1996. تم تأسيسها لتنفصل عن أبرشية تشانغاناسيري التي امتدت إلى ولاية تاميل نادو. تم تعيين النشيري كأول أسقف للأبرشية الجديدة. تأسست الأبرشية وتعين النشيري في 18 ديسمبر 1996. تم رسامة النشيري أسقفًا في 2 فبراير 1997 من قبل جوزيف بواثيل، رئيس أساقفة تشانغاناسيري، مع ماثيو فاتاكوزي، أسقف كانجيرابالي، ولورنس أبريم، أسقف مارثاندام. تم تنصيبه أسقفًا علي كرسي أبرشية ثوكالاي في نفس اليوم من قبل فاركي فيثاياتيل، رئيس أساقفة كنيسة السريان الملبار الكاثوليك.

### رئيس الأساقفة
انتخب السينودس المقدس لأساقفة كنيسة السريان الملبار الكاثوليك، الذي بدأ في 23 مايو 2011 في الكوريا في جبل القديس توما، النشيري ليكون رئيسًا لكنيسة السريان الملبار الكاثوليكومطران لأبرشية ارناكولام أنغامالي. تم الإعلان عن أخبار الانتخابات في الفاتيكان وكذلك في مجمع أساقفة كنيسة السريان الملبار الكاثوليك، في 26 مايو 2011 انتخب ألنشيري خلفًا لرئيس الأساقفة الراحل فاركي فيثاياتيل. وهو أول رئيس لكنيسة السريان الملبار الكاثوليك ينتخبه المجمع. عندما جعل البابا يوحنا بولس الثاني كنيسة السريان الملبار الكاثوليك كنيسة ذات سيادة في عام 1992، وعين أنطوني باديارا كأول رئيس أساقفة لها، احتفظ بسلطة تعيين رئيس الأساقفة والأساقفة. ومع ذلك، في عام 2004، منح الكرسي الرسولي سلطات إدارية كاملة للكنيسة، بما في ذلك سلطة انتخاب الأساقفة.   
في يوم 23 مايو انتخب المجمع جورج فالياماتام، رئيس اساقفة تيلتشري، ليترأس المجمع، ثم اتبعت إجراءات انتخاب رئيس الأساقفة الجديد. بعد ذلك سأل رئيس الجلسة النشيري عما إذا كان قد قبل الانتخابات، وفي الجلسة التالية أعرب المنتخب الجديد عن موافقته أمام السينودس. أرسل الطلب على الفور إلى البابا، من خلال السفارة الرسولية في نيودلهي، للموافقة على انتخاب النشيري. صدرت الموافقة البابوية يوم الأربعاء، 25 مايو، وتم إبلاغ المدير، بوسكو بوثر، يوم الخميس، 26 مايو. أعلن جورج فالياماتام الموافقة البابوية على انتخاب النشيري في المجمع الكنسي. بعد ذلك، أدى رئيس الأساقفة المنتخب حديثًا، وفقًا للقانون الكنسي، يمين الأمانة والشركة للمجمع المقدس والكنيسة. بعد ذلك، أعرب جميع أساقفة كنيسة السريان الملبار الكاثوليك عن احترامهم للشركة الكنسية مع رئيس الأساقفة الجديد. وقال النشيري إن خدماته ستكون لكل شعب الهند. وشدد على العلاقات بين الكنائس والوئام بين الأديان والحوارات المسكونية. 

### كاردينال
في 18 فبراير 2012، رفعه البابا بنديكتوس السادس عشر إلى رتبة كاردينال خلال احتفال أقيم في كاتدرائية القديس بطرس،  فصار كاردينال كاهن لكنيسة القديس برناردو تيرمي. أسماء الكرادلة من كنيسة السريان الملبار الكاثوليك قبل جورج النشيري هم جوزيف باريكاتيل (28 أبريل 1969)، أنتوني باديارا (28 يونيو 1988) وفاركي فيثاياتيل (21 فبراير 2001).
تزامنت زيارته لروما من أجل المجلس مع إلقاء القبض على ضباط البحرية التجارية الإيطاليين على متن السفينة إنريكا ليكسي الذين أطلقوا النار وقتلوا اثنين من صيادي كيرالا على متن سفينة صيد. وقدم النشيري تصريحًا إلى وكالة الأنباء الإيطالية فيدس قال فيه: «يجب التحقيق في هذه الواقعة: إذا كان هناك عمل مذنب، فيجب التعامل معه بشكل قانوني ويجب معاقبة المذنب مؤكدا أنه يجب ان نحترم الحقيقة والعدالة احتراما كاملا». ورفض أن يكون وسيط في هذا الأمر. كان قد نُقل سابقًا عن اتهامه لبعض السياسيين في ولاية كيرالا باستغلال الحادث لأغراضهم الخاصة ويبدو أنه يشير إلى أنه كان يسعى بنشاط لحل النزاع. عند عودته إلى الهند، أعرب عن تعاطفه الصريح مع أسر الصيادين القتلى، وأرجع أي سوء فهم آخر إلى اقتباسات خاطئة من قبل وكالة فيدس.
في 24 أبريل 2012، أصبح النشيري عضوًا في مجمع العقيدة والإيمان، وعضواً في مجمع الكنائس الشرقية الكاثوليكية.
شارك النشيري ككاردينال ناخب في الاجتماع السري لعام 2013 الذي انتخب البابا فرانسيس. خلال الاجتماع السري، كان النشيري (مع البطريرك القبطي الكاثوليكي - أنطونيوس نجيب، والبطريرك الماروني بشارة بطرس الراعي، ورئيس أساقفة كنيسة الملنكار الكاثوليك باسيليوس كليميس) أحد الكرادلة الناخبين الأربعة من خارج الكنيسة اللاتينية الذين ارتدوا ثيابًا مختلفة. الخاصة بكنائسهم.
كان النشيري من كبار الشخصيات في حفل حضره رئيس الوزراء ناريندرا مودي نظمته الكنيسة بعد سلسلة من الهجمات على الممتلكات المسيحية من قبل الجماعات اليمينية.   وعلق النشيري بالقول إن حديث مودي كان صادقًا، لكنه قد يجد صعوبة في تحويل أقواله إلى أفعال في المستقبل.
خضع لعملية قسطرة في 8 ديسمبر 2017.
تم تعيين النشيري رئيسًا لمجلس الأساقفة الكاثوليك في ولاية كيرالا في ديسمبر 2019. انتقد مجلس الأساقفة من بعض المؤمنين في الكنيسة بسبب اتهامات بالفساد ضد النشيري في قضية صفقة أراض من عام 2016. رئيس مؤتمر الأساقفة الكاثوليكي لولاية كيرالا، جعل جميع المستشفيات الكاثوليكية مفتوحة ومتاحة لعلاج مرضى COVID-19.[بحاجة لمصدر]
طلب النشيري في ديسمبر 2019 من حكومة الاتحاد إعادة التفكير في قانون المواطنة (المعدل) لعام 2019 وقال إن القانون يفتقر إلى الوضوح في العديد من المجالات. قال: «لا ينبغي أن تصبح المشاكل مجتمعية. يجب ألا يكون هناك صراع بين الأديان أو بين الدول». وقال إنه يأمل أن تعيد الحكومة تقديم نسخة معدلة من نفس القانون. تلقى النشيري كتيبًا وزعه حزب بهاراتيا جاناتا لدعم قانون المواطنة (المعدل) لعام 2019 في يناير 2020. اتهمت حركة الأبرشية من أجل الشفافية النشيري بمحاولة إرضاء حزب بهاراتيا جاناتا من خلال دعم الحملة المؤيدة لقانون المواطنة (المعدل) لعام 2019 في مقابل الدعم في القضايا المرفوعة ضده بينما رد مسؤولو الكنيسة بأن ألينشيري قبل الكتيب من باب المجاملة.
التقى النشيري برئيس الوزراء مودي جنبًا إلى جنب مع رئيس الأساقفة باسيليوس كليميس والمطران أوزوالد غراسياس في يناير 2021 في مكتبه ونقل شكاوى الجالية المسيحية.

## رعاية

### الرعاية الرعوية للسريان الملبار الكاثوليك
تاريخيًا، كان يُطلق على أساقفة مسيحيو مار توما رؤساء أساقفة الهند. كان اللقب المستخدم هو مطران كل الهند. يشير هذا إلى أعلى مرتبة سلطة في الكنيسة الهندية وأنها تمتد الي الهند. وثيقة الفاتيكان 22، المكتوبة في كرانجانور عام 1301، تعطي الأساقفة ألقاب كمطران ومدير الكنيسة المقدسة بأكملها في الهند المسيحية.  في عام 1564، أنشأ البابا بيوس الرابع أبرشية أنغامالي. في عام 1600 تم إضمحلال أبرشية أنغامالي وتم أنشأ إلى أبرشية تابعة في غوا. في وقت لاحق، تمت استعادة وضع أبرشية أنغامالي ولكن لم يكن لها عنوان «كل الهند». في عام 1896، حصلت كنيسة السريان الملبار الكاثوليك علي سيادتها، ولكن بدلا من إعادة أقليم يضم على كل الهند، تم إنشاء ثلاث نيابات رسولية في تريشور، ارناكولام وكوتايام.